# Campeonato Mundial de Voleibol Femenino Sub-20 de 2015
El Campeonato Mundial de Voleibol Femenino Sub-20 de 2015 será la XVIII edición del torneo de selecciones nacionales categoría sub-20 de la Federación Internacional de Voleibol (FIVB), se llevó a cabo del 11 al 20 de septiembre de 2015 en Puerto Rico. La designación de Puerto Rico como país anfitrión llegó tras el retiro de Chipre que en primera instancia había sido elegido por la FIVB para acoger el evento.
El torneo es organizado por la Federación Puertorriqueña de Voleibol bajo la supervisión de la FIVB.

## Proceso de clasificación
Para esta edición del campeonato mundial serán 16 los equipos clasificados. La Federación Internacional de Voleibol (FIVB) otorga dos cupos a cada una de las cinco confederaciones continentales con excepción de la Confederación Sudamericana de Voleibol (CSV) que perdió una plaza por haber disputado su torneo continental solo con 5 equipos, lo cual va en contra de las bases de la FIVB que estipulan que en cada torneo continental deben participar por lo menos el 50% de los países de la región u 8 países como mínimo para mantener sus dos plazas, debido a esto el cupo sudamericano pasa a la bolsa de la clasificación mundial de la categoría. Finalmente la FIVB le adjudicó a Perú el segundo cupo sudamericano por el segundo lugar que obtuvo en el sudamericano sub-20 de 2014. La Confederación Africana de Voleibol (CAVB) perdió uno de sus cupos por haber disputado su torneo continental solo con 3 equipos, por otro lado, Estados Unidos decidió retirarse de la competición debido a que el cambio de fecha del mundial afectaba los estudios académicos de sus jugadoras, estas dos plazas pasaron a la bolsa de clasificación vía el ranking FIVB de la categoría.
Por lo tanto fueron 8 selecciones clasificadas vía torneos continentales, una por ser el país anfitrión y siete selecciones clasificadas mediante el ranking mundial de la categoría juvenil que no hayan conseguido su clasificación al mundial mediante las vías antes mencionadas. Para adjudicar los últimos 7 cupos La FIVB tomó en cuenta la clasificación mundial de juveniles de diciembre del 2014.
| Confederación | Vía de Clasificación                                        | Fecha                                        | Lugar                          | Vacantes | Equipo                                                                           |  |
| ------------- | ----------------------------------------------------------- | -------------------------------------------- | ------------------------------ | -------- | -------------------------------------------------------------------------------- |  |
| FIVB          | Sede                                                        | 13 de mayo de 2015                           | Lausana, Suiza                 | 1        | Puerto Rico                                                                      |  |
| FIVB          | Ranking Mundial Sub-20                                      | Diciembre de 2014                            | Lausana, Suiza                 | 7        | Turquía Italia República Dominicana Bulgaria China Taipéi México República Checa |  |
| NORCECA       | Campeonato NORCECA de Voleibol Femenino Sub-20 de 2014      | Del 8 al 13 de julio de 2014                 | Ciudad de Guatemala, Guatemala | 1        | Cuba                                                                             |  |
| AVC           | Campeonato Asiático de Voleibol Femenino Sub-20 de 2014     | Del 16 al 24 de julio de 2014                | Taipéi, República de China     | 2        | China Japón                                                                      |  |
| CSV           | Campeonato Sudamericano de Voleibol Femenino Sub-20 de 2014 | Del 29 de septiembre al 5 de octubre de 2014 | Barrancabermeja, Colombia      | 2        | Brasil Perú                                                                      |  |
| CAVB          | Campeonato Africano de Voleibol Femenino Sub-20 de 2015     | Del 27 de febrero al 1 de marzo de 2015      | El Cairo, Egipto               | 1        | Egipto                                                                           |  |
| CEV           | Torneo Europeo Clasificatorio                               | Del 8 de enero al 17 de mayo de 2015         | Ruma, Serbia Anapa, Rusia      | 2        | Rusia Serbia                                                                     |  |
| Total         | Total                                                       | Total                                        | Total                          | 16       |                                                                                  |  |

## Sedes
| CaguasGuraboJuncosMaunaboCiudades sedes del Campeonato Mundial de Voleibol Femenino Sub-20 Puerto Rico 2015 | Caguas                      | Gurabo                     |
| --- | --------------------------- | -------------------------- |
| CaguasGuraboJuncosMaunaboCiudades sedes del Campeonato Mundial de Voleibol Femenino Sub-20 Puerto Rico 2015 | Coliseo Héctor Solá Bezares | Coliseo Fernando Hernández |
| CaguasGuraboJuncosMaunaboCiudades sedes del Campeonato Mundial de Voleibol Femenino Sub-20 Puerto Rico 2015 | Capacidad: 7500             | Capacidad: 3500            |
| CaguasGuraboJuncosMaunaboCiudades sedes del Campeonato Mundial de Voleibol Femenino Sub-20 Puerto Rico 2015 |                             |                            |
| CaguasGuraboJuncosMaunaboCiudades sedes del Campeonato Mundial de Voleibol Femenino Sub-20 Puerto Rico 2015 | Juncos                      | Maunabo                    |
| CaguasGuraboJuncosMaunaboCiudades sedes del Campeonato Mundial de Voleibol Femenino Sub-20 Puerto Rico 2015 | Coliseo Rafael G. Amalbert  | Coliseo Municipal Maunabo  |
| CaguasGuraboJuncosMaunaboCiudades sedes del Campeonato Mundial de Voleibol Femenino Sub-20 Puerto Rico 2015 | Capacidad: 3500             | Capacidad: 2500            |
| CaguasGuraboJuncosMaunaboCiudades sedes del Campeonato Mundial de Voleibol Femenino Sub-20 Puerto Rico 2015 |                             |                            |

## Formato de competición
El torneo se desarrolla dividido en tres fases.
En la primera fase las 16 selecciones se dividen en 4 grupos de 4 equipos cada uno, en cada grupo se juega con un sistema de todos contra todos y los equipos son clasificados de acuerdo a los siguientes criterios, en orden de aparición:
- Número de partidos ganados y perdidos.
- Puntos obtenidos, los cuales son otorgados de la siguiente manera:
  - Partido con resultado final 3-0 o 3-1: 3 puntos al ganador y 0 puntos al perdedor.
  - Partido con resultado final 3-2: 2 puntos al ganador y 1 punto al perdedor.
- Proporción entre los sets ganados y los sets perdidos (Sets ratio).
- Proporción entre los puntos ganados y los puntos perdidos (Puntos ratio).
- Resultado del partido entre los equipos implicados.
- Cuando el empate en puntos ratio es entre tres o más equipos, se elabora una nueva clasificación con los dos primeros criterios y solo tomando en cuenta los resultados entre los equipos involucrados.

Todos los equipos pasan a disputar la segunda fase aunque a instancias distintas según la ubicación lograda en sus respectivos grupos.
En la segunda fase, los dos primeros lugares de cada grupo de la primera fase son distribuidos en dos grupos (E y F) de cuatro equipos cada uno, por otro lado, los dos últimos lugares de cada grupo de la primera fase también son distribuidos en dos grupos (G y H) de cuatro equipos. En los cuatro grupos de la segunda fase se juega con un sistema idéntico al de la fase anterior y los equipos son clasificados bajo los mismos criterios.
La distribución de los equipos en los grupos de la segunda fase es de la siguiente manera:
- Grupo E: 1.° del grupo A, 2.° del grupo B, 1.° del grupo C y 2.° del grupo D
- Grupo F: 1.° del grupo B, 2.° del grupo A, 1.° del grupo D y 2.° del grupo C
- Grupo G: 3.° del grupo A, 4.° del grupo B, 3.° del grupo C y 4.° del grupo D
- Grupo H: 3.° del grupo B, 4.° del grupo A, 3.° del grupo D y 4.° del grupo C

Todos los equipos pasan a disputar la tercera fase aunque a instancias distintas según la ubicación lograda en sus respectivos grupos.
En la fase final, los dos primeros lugares de los grupos E y F disputan las semifinales, partido por el tercer lugar y final, mientras que los dos últimos lugares de ambos grupos juegan los partidos para definir los puestos 5.° al 8.°. Finalmente, los primeros lugares de los grupos G y H juegan para determinar los puestos 9.° al 12.° y los dos últimos lugares de ambos grupos para definir los puestos 13.° al 16°. Todos los partidos para establecer las clasificaciones del 5.° al 16.° puesto se juegan con el mismo sistema usado para definir los cuatro primeros puestos del torneo.

## Conformación de los grupos
De las 16 selecciones ocho fueron asignadas a los grupos con antelación, estas son las 7 mejores selecciones del ranking FIVB femenino sub-20 publicado en diciembre de 2014 y la selección del país anfitrión. Las 8 selecciones restantes fueron distribuidas en 2 series para ser sorteadas.
Entre paréntesis se indica el puesto de cada selección en la ranking FIVB tomado en consideración.
| Cabezas de serie | 2.ª Cabezas de serie | 1.ª Serie de sorteo                                               | 2.ª Serie de sorteo                                    |
| --- | --- | ----------------------------------------------------------------- | ------------------------------------------------------ |
| Puerto Rico asignado al grupo A (28) China asignado al grupo B (1) Japón asignado al grupo C (2) Brasil asignado al grupo D (3) | Turquía asignado al grupo D (4) Italia asignado al grupo C (5) Serbia asignado al grupo B (6) Rusia asignado al grupo A (7) | República Dominicana (8) Perú (9) Bulgaria (10) China Taipéi (12) | México (13) República Checa (14) Cuba (16) Egipto (24) |

El sorteo se llevó a cabo el 1 de julio de 2015 en el Hotel Verdanza de la ciudad de Carolina, y estuvo bajo la supervisión del primer vicepresidente ejecutivo de la FIVB Cristóbal Marte Hoffiz.
La selección del país anfitrión fue asignada directamente al grupo A, luego las tres cabezas de serie restantes completaron las primeras posiciones de los grupos B, C y D. Las cuatro 2.ª cabezas de serie fueron distribuidas en las segundas posiciones de los grupos D, C, B y A, en ese orden. Finalmente las 8 selecciones restantes fueron distribuidas en los grupos mediante el sorteo. Los grupos quedaron conformados de la siguiente manera:
| Grupo A                         | Grupo B                  | Grupo C                          | Grupo D                                             |
| ------------------------------- | ------------------------ | -------------------------------- | --------------------------------------------------- |
| Puerto Rico Rusia Bulgaria Cuba | China Serbia Perú México | Japón Italia China Taipéi Egipto | Brasil Turquía República Dominicana República Checa |

## Resultados
- Las horas indicadas corresponden al huso horario local de Puerto Rico (Tiempo del Atlántico – AST): UTC-4.

### Primera fase
– Clasificado a la Segunda fase-Grupo E.      – Clasificado a la Segunda fase-Grupo F.
     – Clasificado a la Segunda fase-Grupo G.      – Clasificado a la Segunda fase-Grupo H.

#### Grupo A
- Sede: Coliseo Municipal Maunabo, Maunabo.

|     |             | Partidos | Partidos | Partidos |     | Sets | Sets | Sets  | Puntos | Puntos | Puntos |
| Pos | Equipo      | PJ       | PG       | PP       | Pts | SG   | SP   | Ratio | PG     | PP     | Ratio  |
| --- | ----------- | -------- | -------- | -------- | --- | ---- | ---- | ----- | ------ | ------ | ------ |
| 1   | Rusia       | 3        | 3        | 0        | 9   | 9    | 0    | MAX   | 225    | 153    | 1.470  |
| 2   | Bulgaria    | 3        | 2        | 1        | 6   | 6    | 5    | 1.200 | 250    | 237    | 1.054  |
| 3   | Cuba        | 3        | 1        | 2        | 3   | 4    | 8    | 0.500 | 224    | 265    | 0.845  |
| 4   | Puerto Rico | 3        | 0        | 3        | 0   | 3    | 9    | 0.333 | 225    | 269    | 0.836  |

| Fecha            | Hora  | Partido     | Partido   | Partido  | Sets  | Sets  | Sets  | Sets  | Sets | Puntuación total | Reporte |
| Fecha            | Hora  |             | Resultado |          | 1     | 2     | 3     | 4     | 5    | Puntuación total | Reporte |
| ---------------- | ----- | ----------- | --------- | -------- | ----- | ----- | ----- | ----- | ---- | ---------------- | ------- |
| 11 de septiembre | 17:00 | Cuba        | 0 – 3     | Rusia    | 9-25  | 22-25 | 17-25 | -     | -    | 48 – 75          | P2 P3   |
| 11 de septiembre | 20:00 | Puerto Rico | 1 – 3     | Bulgaria | 25-23 | 17-25 | 19-25 | 21-25 | -    | 82 – 98          | P2 P3   |
| 12 de septiembre | 17:00 | Cuba        | 1 – 3     | Bulgaria | 19-25 | 26-24 | 19-25 | 16-25 | -    | 80 – 99          | P2 P3   |
| 12 de septiembre | 20:00 | Puerto Rico | 0 – 3     | Rusia    | 14-25 | 17-25 | 21-25 | -     | -    | 52 – 75          | P2 P3   |
| 13 de septiembre | 17:00 | Rusia       | 3 – 0     | Bulgaria | 25-19 | 25-15 | 25-19 | -     | -    | 75 – 53          | P2 P3   |
| 13 de septiembre | 20:00 | Puerto Rico | 2 – 3     | Cuba     | 14-25 | 20-25 | 25-20 | 25-11 | 7-15 | 91 – 96          | P2 P3   |

#### Grupo B
- Sede: Coliseo Rafael G. Amalbert, Juncos.

|     |        | Partidos | Partidos | Partidos |     | Sets | Sets | Sets  | Puntos | Puntos | Puntos |
| Pos | Equipo | PJ       | PG       | PP       | Pts | SG   | SP   | Ratio | PG     | PP     | Ratio  |
| --- | ------ | -------- | -------- | -------- | --- | ---- | ---- | ----- | ------ | ------ | ------ |
| 1   | Perú   | 3        | 3        | 0        | 9   | 9    | 0    | MAX   | 231    | 194    | 1.190  |
| 2   | Serbia | 3        | 2        | 1        | 5   | 6    | 5    | 1.200 | 237    | 212    | 1.117  |
| 3   | China  | 3        | 1        | 2        | 4   | 5    | 6    | 0.833 | 237    | 229    | 1.034  |
| 4   | México | 3        | 0        | 3        | 0   | 0    | 9    | 0.000 | 155    | 225    | 0.688  |

| Fecha            | Hora  | Partido | Partido   | Partido | Sets  | Sets  | Sets  | Sets  | Sets | Puntuación total | Reporte |
| Fecha            | Hora  |         | Resultado |         | 1     | 2     | 3     | 4     | 5    | Puntuación total | Reporte |
| ---------------- | ----- | ------- | --------- | ------- | ----- | ----- | ----- | ----- | ---- | ---------------- | ------- |
| 11 de septiembre | 17:00 | China   | 3 – 0     | México  | 25-18 | 25-13 | 25-23 | -     | -    | 75 – 54          | P2 P3   |
| 11 de septiembre | 19:30 | Perú    | 3 – 0     | Serbia  | 25-18 | 25-21 | 28-26 | -     | -    | 78 – 65          | P2 P3   |
| 12 de septiembre | 17:00 | México  | 0 – 3     | Serbia  | 19-25 | 8-25  | 15-25 | -     | -    | 42 – 75          | P2 P3   |
| 12 de septiembre | 20:00 | Perú    | 3 – 0     | China   | 26-24 | 25-21 | 27-25 | -     | -    | 78 – 70          | P2 P3   |
| 13 de septiembre | 17:00 | China   | 2 – 3     | Serbia  | 20-25 | 25-14 | 25-18 | 17-25 | 5-15 | 92 – 97          | P2 P3   |
| 13 de septiembre | 19:30 | Perú    | 3 – 0     | México  | 25-14 | 25-22 | 25-23 | -     | -    | 75 – 59          | P2 P3   |

#### Grupo C
- Sede: Coliseo Héctor Solá Bezares, Caguas.

|     |              | Partidos | Partidos | Partidos |     | Sets | Sets | Sets  | Puntos | Puntos | Puntos |
| Pos | Equipo       | PJ       | PG       | PP       | Pts | SG   | SP   | Ratio | PG     | PP     | Ratio  |
| --- | ------------ | -------- | -------- | -------- | --- | ---- | ---- | ----- | ------ | ------ | ------ |
| 1   | Italia       | 3        | 3        | 0        | 9   | 9    | 1    | 9.000 | 247    | 182    | 1.357  |
| 2   | Japón        | 3        | 2        | 1        | 6   | 7    | 3    | 2.333 | 230    | 186    | 1.236  |
| 3   | China Taipéi | 3        | 1        | 2        | 0   | 3    | 7    | 0.429 | 213    | 230    | 0.926  |
| 4   | Egipto       | 3        | 0        | 3        | 0   | 1    | 9    | 0.111 | 157    | 249    | 0.630  |

| Fecha            | Hora  | Partido      | Partido   | Partido      | Sets  | Sets  | Sets  | Sets  | Sets | Puntuación total | Reporte |
| Fecha            | Hora  |              | Resultado |              | 1     | 2     | 3     | 4     | 5    | Puntuación total | Reporte |
| ---------------- | ----- | ------------ | --------- | ------------ | ----- | ----- | ----- | ----- | ---- | ---------------- | ------- |
| 11 de septiembre | 17:00 | Japón        | 3 – 0     | Egipto       | 25-12 | 25-8  | 25-10 | -     | -    | 75 – 30          | P2 P3   |
| 11 de septiembre | 19:30 | China Taipéi | 0 – 3     | Italia       | 22-25 | 12-25 | 21-25 | -     | -    | 55 – 75          | P2 P3   |
| 12 de septiembre | 17:00 | Italia       | 3 – 0     | Egipto       | 25-15 | 25-15 | 25-18 | -     | -    | 75 – 48          | P2 P3   |
| 12 de septiembre | 19:30 | Japón        | 3 – 0     | China Taipéi | 25-18 | 25-17 | 26-24 | -     | -    | 76 – 59          | P2 P3   |
| 13 de septiembre | 17:00 | Egipto       | 1 – 3     | China Taipéi | 26-24 | 17-25 | 19-25 | 17-25 | -    | 79 – 99          | P2 P3   |
| 13 de septiembre | 19:30 | Japón        | 1 – 3     | Italia       | 25-21 | 21-25 | 9-25  | 24-26 | -    | 79 – 97          | P2 P3   |

#### Grupo D
- Sede: Coliseo Municipal Fernando Hernández, Gurabo.

|     |                      | Partidos | Partidos | Partidos |     | Sets | Sets | Sets  | Puntos | Puntos | Puntos |
| Pos | Equipo               | PJ       | PG       | PP       | Pts | SG   | SP   | Ratio | PG     | PP     | Ratio  |
| --- | -------------------- | -------- | -------- | -------- | --- | ---- | ---- | ----- | ------ | ------ | ------ |
| 1   | República Dominicana | 3        | 3        | 0        | 9   | 9    | 1    | 9.000 | 249    | 196    | 1.270  |
| 2   | Brasil               | 3        | 2        | 1        | 6   | 6    | 3    | 2.000 | 213    | 174    | 1.224  |
| 3   | Turquía              | 3        | 1        | 2        | 3   | 3    | 7    | 0.429 | 205    | 228    | 0.899  |
| 4   | República Checa      | 3        | 0        | 3        | 0   | 2    | 9    | 0.222 | 203    | 272    | 0.746  |

| Fecha            | Hora  | Partido         | Partido   | Partido         | Sets  | Sets  | Sets  | Sets  | Sets | Puntuación total | Reporte |
| Fecha            | Hora  |                 | Resultado |                 | 1     | 2     | 3     | 4     | 5    | Puntuación total | Reporte |
| ---------------- | ----- | --------------- | --------- | --------------- | ----- | ----- | ----- | ----- | ---- | ---------------- | ------- |
| 11 de septiembre | 17:00 | Brasil          | 3 – 0     | República Checa | 25-18 | 25-11 | 25-17 | -     | -    | 75 – 46          | P2 P3   |
| 11 de septiembre | 19:30 | Rep. Dominicana | 3 – 0     | Turquía         | 25-20 | 25-14 | 25-20 | -     | -    | 75 – 54          | P2 P3   |
| 12 de septiembre | 17:00 | Rep. Dominicana | 3 – 1     | República Checa | 25-20 | 24-26 | 25-19 | 25-14 | -    | 99 – 79          | P2 P3   |
| 12 de septiembre | 19:30 | Brasil          | 3 – 0     | Turquía         | 25-19 | 25-17 | 25-17 | -     | -    | 75 – 53          | P2 P3   |
| 13 de septiembre | 17:00 | Turquía         | 3 – 1     | República Checa | 25-19 | 23-25 | 25-19 | 25-15 | -    | 98 – 78          | P2 P3   |
| 13 de septiembre | 20:00 | Rep. Dominicana | 3 – 0     | Brasil          | 25-22 | 25-22 | 25-19 | -     | -    | 75 – 63          | P2 P3   |

### Segunda fase
– Clasificado a las Semifinales.      – Clasificado a las Semifinales 5.° al 8.° puesto.
     – Clasificado a las Semifinales 9.° al 12.° puesto.      – Clasificado a las Semifinales 13.° al 16.° puesto.

#### Grupo E
|     |        | Partidos | Partidos | Partidos |     | Sets | Sets | Sets  | Puntos | Puntos | Puntos |
| Pos | Equipo | PJ       | PG       | PP       | Pts | SG   | SP   | Ratio | PG     | PP     | Ratio  |
| --- | ------ | -------- | -------- | -------- | --- | ---- | ---- | ----- | ------ | ------ | ------ |
| 1   | Brasil | 3        | 3        | 0        | 8   | 9    | 4    | 2.250 | 309    | 249    | 1.241  |
| 2   | Italia | 3        | 2        | 1        | 6   | 7    | 4    | 1.750 | 250    | 238    | 1.050  |
| 3   | Serbia | 3        | 1        | 2        | 3   | 5    | 7    | 0.714 | 264    | 275    | 0.960  |
| 4   | Rusia  | 3        | 0        | 3        | 1   | 3    | 9    | 0.333 | 215    | 276    | 0.778  |

| Fecha            | Hora  | Partido | Partido   | Partido | Sets  | Sets  | Sets  | Sets  | Sets | Puntuación total | Reporte |
| Fecha            | Hora  |         | Resultado |         | 1     | 2     | 3     | 4     | 5    | Puntuación total | Reporte |
| ---------------- | ----- | ------- | --------- | ------- | ----- | ----- | ----- | ----- | ---- | ---------------- | ------- |
| 15 de septiembre | 17:00 | Rusia   | 1 – 3     | Serbia  | 25-20 | 18-25 | 16-25 | 18-25 | -    | 77 – 95          | P2 P3   |
| 15 de septiembre | 19:30 | Italia  | 1 – 3     | Brasil  | 11-25 | 22-25 | 27-25 | 20-25 | -    | 80 – 100         | P2 P3   |
| 16 de septiembre | 17:00 | Rusia   | 2 – 3     | Brasil  | 25-19 | 8-25  | 25-21 | 16-25 | 7-15 | 81 – 105         | P2 P3   |
| 16 de septiembre | 19:30 | Italia  | 3 – 1     | Serbia  | 19-25 | 25-21 | 25-20 | 25-15 | -    | 94 – 81          | P2 P3   |
| 17 de septiembre | 17:00 | Rusia   | 0 – 3     | Italia  | 18-25 | 24-26 | 15-25 | -     | -    | 57 – 76          | P2 P3   |
| 17 de septiembre | 19:30 | Brasil  | 3 – 1     | Serbia  | 25-14 | 27-25 | 27-29 | 25-20 | -    | 104 – 88         | P2 P3   |

#### Grupo F
|     |                      | Partidos | Partidos | Partidos |     | Sets | Sets | Sets  | Puntos | Puntos | Puntos |
| Pos | Equipo               | PJ       | PG       | PP       | Pts | SG   | SP   | Ratio | PG     | PP     | Ratio  |
| --- | -------------------- | -------- | -------- | -------- | --- | ---- | ---- | ----- | ------ | ------ | ------ |
| 1   | República Dominicana | 3        | 3        | 0        | 9   | 9    | 0    | MAX   | 228    | 159    | 1.434  |
| 2   | Japón                | 3        | 2        | 1        | 6   | 6    | 3    | 2.000 | 205    | 190    | 1.078  |
| 3   | Perú                 | 3        | 1        | 2        | 3   | 3    | 6    | 0.500 | 198    | 208    | 0.952  |
| 4   | Bulgaria             | 3        | 0        | 3        | 0   | 0    | 9    | 0.000 | 154    | 228    | 0.675  |

| Fecha            | Hora  | Partido         | Partido   | Partido         | Sets  | Sets  | Sets  | Sets | Sets | Puntuación total | Reporte |
| Fecha            | Hora  |                 | Resultado |                 | 1     | 2     | 3     | 4    | 5    | Puntuación total | Reporte |
| ---------------- | ----- | --------------- | --------- | --------------- | ----- | ----- | ----- | ---- | ---- | ---------------- | ------- |
| 15 de septiembre | 17:00 | Rep. Dominicana | 3 – 0     | Japón           | 25-22 | 25-15 | 25-14 | -    | -    | 75 – 51          | P2 P3   |
| 15 de septiembre | 19:30 | Perú            | 3 – 0     | Bulgaria        | 25-21 | 25-21 | 25-12 | -    | -    | 75 – 54          | P2 P3   |
| 16 de septiembre | 17:00 | Rep. Dominicana | 3 – 0     | Bulgaria        | 25-11 | 25-17 | 25-18 | -    | -    | 75 – 46          | P2 P3   |
| 16 de septiembre | 19:30 | Perú            | 0 – 3     | Japón           | 20-25 | 24-26 | 17-25 | -    | -    | 61 – 76          | P2 P3   |
| 17 de septiembre | 17:00 | Japón           | 3 – 0     | Bulgaria        | 25-16 | 25-12 | 28-26 | -    | -    | 78 – 54          | P2 P3   |
| 17 de septiembre | 19:30 | Perú            | 0 – 3     | Rep. Dominicana | 14-25 | 22-25 | 26-28 | -    | -    | 62 – 78          | P2 P3   |

#### Grupo G
|     |                 | Partidos | Partidos | Partidos |     | Sets | Sets | Sets  | Puntos | Puntos | Puntos |
| Pos | Equipo          | PJ       | PG       | PP       | Pts | SG   | SP   | Ratio | PG     | PP     | Ratio  |
| --- | --------------- | -------- | -------- | -------- | --- | ---- | ---- | ----- | ------ | ------ | ------ |
| 1   | China Taipéi    | 3        | 3        | 0        | 8   | 9    | 2    | 4.500 | 254    | 202    | 1.257  |
| 2   | República Checa | 3        | 2        | 1        | 7   | 8    | 4    | 2.000 | 269    | 246    | 1.093  |
| 3   | Cuba            | 3        | 1        | 2        | 2   | 3    | 8    | 0.375 | 234    | 267    | 0.876  |
| 4   | México          | 3        | 0        | 3        | 1   | 3    | 9    | 0.333 | 238    | 280    | 0.850  |

| Fecha            | Hora  | Partido         | Partido   | Partido         | Sets  | Sets  | Sets  | Sets  | Sets  | Puntuación total | Reporte |
| Fecha            | Hora  |                 | Resultado |                 | 1     | 2     | 3     | 4     | 5     | Puntuación total | Reporte |
| ---------------- | ----- | --------------- | --------- | --------------- | ----- | ----- | ----- | ----- | ----- | ---------------- | ------- |
| 15 de septiembre | 17:00 | China Taipéi    | 3 – 0     | México          | 25-13 | 25-20 | 25-16 | -     | -     | 75 – 49          | P2 P3   |
| 15 de septiembre | 19:30 | Cuba            | 0 – 3     | República Checa | 29-31 | 13-25 | 22-25 | -     | -     | 64 – 81          | P2 P3   |
| 16 de septiembre | 17:00 | China Taipéi    | 3 – 2     | República Checa | 25-23 | 15-25 | 24-26 | 25-13 | 15-9  | 104 – 96         | P2 P3   |
| 16 de septiembre | 19:30 | Cuba            | 3 – 2     | México          | 20-25 | 25-23 | 26-24 | 27-29 | 15-10 | 113 – 111        | P2 P3   |
| 17 de septiembre | 17:00 | China Taipéi    | 3 – 0     | Cuba            | 25-19 | 25-22 | 25-16 | -     | -     | 75 – 57          | P2 P3   |
| 17 de septiembre | 19:30 | República Checa | 3 – 1     | México          | 25-18 | 17-25 | 25-20 | 25-15 | -     | 92 – 78          | P2 P3   |

#### Grupo H
|     |             | Partidos | Partidos | Partidos |     | Sets | Sets | Sets  | Puntos | Puntos | Puntos |
| Pos | Equipo      | PJ       | PG       | PP       | Pts | SG   | SP   | Ratio | PG     | PP     | Ratio  |
| --- | ----------- | -------- | -------- | -------- | --- | ---- | ---- | ----- | ------ | ------ | ------ |
| 1   | Turquía     | 3        | 3        | 0        | 8   | 9    | 4    | 2.250 | 294    | 271    | 1.084  |
| 2   | China       | 3        | 2        | 0        | 6   | 7    | 3    | 2.333 | 238    | 194    | 1.226  |
| 3   | Puerto Rico | 3        | 1        | 2        | 3   | 5    | 8    | 0.625 | 261    | 277    | 0.942  |
| 4   | Egipto      | 3        | 0        | 3        | 1   | 3    | 9    | 0.333 | 226    | 277    | 0.816  |

| Fecha            | Hora  | Partido     | Partido   | Partido     | Sets  | Sets  | Sets  | Sets  | Sets  | Puntuación total | Reporte |
| Fecha            | Hora  |             | Resultado |             | 1     | 2     | 3     | 4     | 5     | Puntuación total | Reporte |
| ---------------- | ----- | ----------- | --------- | ----------- | ----- | ----- | ----- | ----- | ----- | ---------------- | ------- |
| 15 de septiembre | 17:00 | China       | 3 – 0     | Egipto      | 25-16 | 25-16 | 25-17 | -     | -     | 75 – 49          | P2 P3   |
| 15 de septiembre | 19:30 | Turquía     | 3 – 2     | Puerto Rico | 22-25 | 25-18 | 23-25 | 25-18 | 15-12 | 110 – 98         | P2 P3   |
| 16 de septiembre | 17:00 | Turquía     | 3 – 1     | Egipto      | 25-16 | 25-23 | 18-25 | 25-21 | -     | 93 – 85          | P2 P3   |
| 16 de septiembre | 19:30 | China       | 3 – 0     | Puerto Rico | 25-20 | 25-20 | 25-14 | -     | -     | 75 – 54          | P2 P3   |
| 17 de septiembre | 17:00 | China       | 1 – 3     | Turquía     | 25-16 | 20-25 | 20-25 | 23-25 | -     | 88 – 91          | P2 P3   |
| 17 de septiembre | 19:30 | Puerto Rico | 3 – 2     | Egipto      | 25-16 | 25-10 | 18-25 | 23-25 | 18-16 | 109 – 92         | P2 P3   |

### Fase final

#### Clasificación 13.° al 16.º puesto
|  | Semifinales 13.° al 16.º puesto | Semifinales 13.° al 16.º puesto |   |        | Partido 13.° y 14.° puesto | Partido 13.° y 14.° puesto |  |
|  |                                 |                                 |   |        |                            |                            |  |
|  |                                 |                                 |   |        |                            |                            |  |
|  | Cuba                            | 3                               |   |        |                            |                            |  |
|  | Egipto                          | 0                               |   |        |                            |                            |  |
|  |                                 |                                 |   |        |                            |                            |  |
|  |                                 |                                 |   |        |                            |                            |  |
|  |                                 |                                 |   |        | Cuba                       | 3                          |  |
|  |                                 | Puerto Rico                     | 2 |        |                            |                            |  |
|  |                                 |                                 |   |        |                            |                            |  |
|  |                                 |                                 |   |        |                            |                            |  |
|  |                                 |                                 |   |        | Partido 15.° y 16.° puesto |                            |  |
|  |                                 |                                 |   |        |                            |                            |  |
|  | Puerto Rico                     | 3                               |   | Egipto | 1                          |                            |  |
|  | México                          | 1                               |   |        | México                     | 3                          |  |

##### Semifinales 13.° al 16.º puesto
| Fecha            | Hora  | Partido     | Partido   | Partido | Sets  | Sets  | Sets  | Sets  | Sets | Puntuación total | Reporte |
| Fecha            | Hora  |             | Resultado |         | 1     | 2     | 3     | 4     | 5    | Puntuación total | Reporte |
| ---------------- | ----- | ----------- | --------- | ------- | ----- | ----- | ----- | ----- | ---- | ---------------- | ------- |
| 18 de septiembre | 17:00 | Cuba        | 3 – 0     | Egipto  | 25-23 | 25-18 | 25-17 | -     | -    | 75 – 58          | P2 P3   |
| 18 de septiembre | 17:00 | Puerto Rico | 3 – 1     | México  | 25-22 | 25-16 | 17-25 | 25-19 | -    | 92 – 82          | P2 P3   |

##### Partido 15.° y 16.º puesto
| Fecha            | Hora  | Partido | Partido   | Partido | Sets  | Sets  | Sets  | Sets  | Sets | Puntuación total | Reporte |
| Fecha            | Hora  |         | Resultado |         | 1     | 2     | 3     | 4     | 5    | Puntuación total | Reporte |
| ---------------- | ----- | ------- | --------- | ------- | ----- | ----- | ----- | ----- | ---- | ---------------- | ------- |
| 19 de septiembre | 14:00 | Egipto  | 1 – 3     | México  | 20-25 | 25-18 | 21-25 | 18-25 | -    | 84 – 93          | P2 P3   |

##### Partido 13.° y 14.º puesto
| Fecha            | Hora  | Partido | Partido   | Partido     | Sets  | Sets  | Sets  | Sets  | Sets | Puntuación total | Reporte |
| Fecha            | Hora  |         | Resultado |             | 1     | 2     | 3     | 4     | 5    | Puntuación total | Reporte |
| ---------------- | ----- | ------- | --------- | ----------- | ----- | ----- | ----- | ----- | ---- | ---------------- | ------- |
| 19 de septiembre | 16:30 | Cuba    | 3 – 2     | Puerto Rico | 25-18 | 22-25 | 25-23 | 20-25 | 15-7 | 107 – 98         | P2 P3   |

#### Clasificación 9.° al 12.º puesto
|  | Semifinales 9.° al 12.º puesto | Semifinales 9.° al 12.º puesto |   |              | Partido 9.° y 10.° puesto  | Partido 9.° y 10.° puesto |  |
|  |                                |                                |   |              |                            |                           |  |
|  |                                |                                |   |              |                            |                           |  |
|  | China Taipéi                   | 0                              |   |              |                            |                           |  |
|  | China                          | 3                              |   |              |                            |                           |  |
|  |                                |                                |   |              |                            |                           |  |
|  |                                |                                |   |              |                            |                           |  |
|  |                                |                                |   |              | China                      | 3                         |  |
|  |                                | Turquía                        | 1 |              |                            |                           |  |
|  |                                |                                |   |              |                            |                           |  |
|  |                                |                                |   |              |                            |                           |  |
|  |                                |                                |   |              | Partido 11.° y 12.° puesto |                           |  |
|  |                                |                                |   |              |                            |                           |  |
|  | Turquía                        | 3                              |   | China Taipéi | 3                          |                           |  |
|  | República Checa                | 0                              |   |              | República Checa            | 1                         |  |

##### Semifinales 9.º al 12.º puesto
| Fecha            | Hora  | Partido      | Partido   | Partido         | Sets  | Sets  | Sets  | Sets | Sets | Puntuación total | Reporte |
| Fecha            | Hora  |              | Resultado |                 | 1     | 2     | 3     | 4    | 5    | Puntuación total | Reporte |
| ---------------- | ----- | ------------ | --------- | --------------- | ----- | ----- | ----- | ---- | ---- | ---------------- | ------- |
| 18 de septiembre | 17:00 | China Taipéi | 0 – 3     | China           | 12-25 | 21-25 | 11-25 | -    | -    | 44 – 75          | P2 P3   |
| 18 de septiembre | 19:30 | Turquía      | 3 – 0     | República Checa | 25-9  | 25-19 | 25-13 | -    | -    | 75 – 41          | P2 P3   |

##### Partido 11.° y 12.º puesto
| Fecha            | Hora  | Partido      | Partido   | Partido         | Sets  | Sets  | Sets  | Sets  | Sets | Puntuación total | Reporte |
| Fecha            | Hora  |              | Resultado |                 | 1     | 2     | 3     | 4     | 5    | Puntuación total | Reporte |
| ---------------- | ----- | ------------ | --------- | --------------- | ----- | ----- | ----- | ----- | ---- | ---------------- | ------- |
| 19 de septiembre | 14:00 | China Taipéi | 3 – 1     | República Checa | 26-24 | 25-15 | 22-25 | 25-19 | -    | 98 – 89          | P2 P3   |

##### Partido 9.° y 10.º puesto
| Fecha            | Hora  | Partido | Partido   | Partido | Sets  | Sets  | Sets  | Sets  | Sets | Puntuación total | Reporte |
| Fecha            | Hora  |         | Resultado |         | 1     | 2     | 3     | 4     | 5    | Puntuación total | Reporte |
| ---------------- | ----- | ------- | --------- | ------- | ----- | ----- | ----- | ----- | ---- | ---------------- | ------- |
| 19 de septiembre | 16:30 | China   | 3 – 1     | Turquía | 25-20 | 17-25 | 25-19 | 26-24 | -    | 93 – 88          | P2 P3   |

#### Clasificación 5.° al 8.º puesto
|  | Semifinales 5.° al 8.º puesto | Semifinales 5.° al 8.º puesto |   |          | Partido 5.° y 6.° puesto | Partido 5.° y 6.° puesto |  |
|  |                               |                               |   |          |                          |                          |  |
|  |                               |                               |   |          |                          |                          |  |
|  | Serbia                        | 3                             |   |          |                          |                          |  |
|  | Bulgaria                      | 0                             |   |          |                          |                          |  |
|  |                               |                               |   |          |                          |                          |  |
|  |                               |                               |   |          |                          |                          |  |
|  |                               |                               |   |          | Serbia                   | 3                        |  |
|  |                               | Perú                          | 1 |          |                          |                          |  |
|  |                               |                               |   |          |                          |                          |  |
|  |                               |                               |   |          |                          |                          |  |
|  |                               |                               |   |          | Partido 7.° y 8.° puesto |                          |  |
|  |                               |                               |   |          |                          |                          |  |
|  | Perú                          | 3                             |   | Bulgaria | 2                        |                          |  |
|  | Rusia                         | 1                             |   |          | Rusia                    | 3                        |  |

##### Semifinales 5.° al 8.º puesto
| Fecha            | Hora  | Partido | Partido   | Partido  | Sets  | Sets  | Sets  | Sets  | Sets | Puntuación total | Reporte |
| Fecha            | Hora  |         | Resultado |          | 1     | 2     | 3     | 4     | 5    | Puntuación total | Reporte |
| ---------------- | ----- | ------- | --------- | -------- | ----- | ----- | ----- | ----- | ---- | ---------------- | ------- |
| 18 de septiembre | 17:00 | Serbia  | 3 – 0     | Bulgaria | 25-23 | 25-20 | 29-27 | -     | -    | 79 – 70          | P2 P3   |
| 18 de septiembre | 19:30 | Perú    | 3 – 1     | Rusia    | 12-25 | 25-21 | 25-16 | 25-22 | -    | 87 – 84          | P2 P3   |

##### Partido 7.° y 8.º puesto
| Fecha            | Hora  | Partido  | Partido   | Partido | Sets  | Sets  | Sets  | Sets  | Sets | Puntuación total | Reporte |
| Fecha            | Hora  |          | Resultado |         | 1     | 2     | 3     | 4     | 5    | Puntuación total | Reporte |
| ---------------- | ----- | -------- | --------- | ------- | ----- | ----- | ----- | ----- | ---- | ---------------- | ------- |
| 19 de septiembre | 14:00 | Bulgaria | 2 – 3     | Rusia   | 22-25 | 25-23 | 26-24 | 18-25 | 9-15 | 100 – 112        | P2 P3   |

##### Partido 5.° y 6.º puesto
| Fecha            | Hora  | Partido | Partido   | Partido | Sets  | Sets  | Sets  | Sets  | Sets | Puntuación total | Reporte |
| Fecha            | Hora  |         | Resultado |         | 1     | 2     | 3     | 4     | 5    | Puntuación total | Reporte |
| ---------------- | ----- | ------- | --------- | ------- | ----- | ----- | ----- | ----- | ---- | ---------------- | ------- |
| 19 de septiembre | 16:30 | Serbia  | 3 – 1     | Perú    | 18-25 | 26-24 | 25-23 | 25-23 | -    | 94 – 95          | P2 P3   |

#### Clasificación 1.° al 4.º puesto
|  | Semifinales     | Semifinales     |   |       | Final        | Final |  |
|  |                 |                 |   |       |              |       |  |
|  |                 |                 |   |       |              |       |  |
|  | Brasil          | 3               |   |       |              |       |  |
|  | Japón           | 0               |   |       |              |       |  |
|  |                 |                 |   |       |              |       |  |
|  |                 |                 |   |       |              |       |  |
|  |                 |                 |   |       | Brasil       | 2     |  |
|  |                 | Rep. Dominicana | 3 |       |              |       |  |
|  |                 |                 |   |       |              |       |  |
|  |                 |                 |   |       |              |       |  |
|  |                 |                 |   |       | Tercer lugar |       |  |
|  |                 |                 |   |       |              |       |  |
|  | Rep. Dominicana | 3               |   | Japón | 0            |       |  |
|  | Italia          | 2               |   |       | Italia       | 3     |  |

##### Semifinales
| Fecha            | Hora  | Partido         | Partido   | Partido | Sets  | Sets  | Sets  | Sets  | Sets | Puntuación total | Reporte |
| Fecha            | Hora  |                 | Resultado |         | 1     | 2     | 3     | 4     | 5    | Puntuación total | Reporte |
| ---------------- | ----- | --------------- | --------- | ------- | ----- | ----- | ----- | ----- | ---- | ---------------- | ------- |
| 18 de septiembre | 19:30 | Rep. Dominicana | 3 – 2     | Italia  | 25-20 | 19-25 | 25-22 | 24-26 | 15-7 | 108 – 100        | P2 P3   |
| 18 de septiembre | 20:00 | Brasil          | 3 – 0     | Japón   | 25-18 | 25-15 | 25-21 | -     | -    | 75 – 54          | P2 P3   |

##### Partido3.ery 4.º puesto
| Fecha            | Hora  | Partido | Partido   | Partido | Sets  | Sets  | Sets  | Sets | Sets | Puntuación total | Reporte |
| Fecha            | Hora  |         | Resultado |         | 1     | 2     | 3     | 4    | 5    | Puntuación total | Reporte |
| ---------------- | ----- | ------- | --------- | ------- | ----- | ----- | ----- | ---- | ---- | ---------------- | ------- |
| 19 de septiembre | 17:00 | Japón   | 0 – 3     | Italia  | 26-28 | 22-25 | 19-25 | -    | -    | 67 – 78          | P2 P3   |

##### Final
| Fecha            | Hora  | Partido | Partido   | Partido              | Sets  | Sets  | Sets  | Sets  | Sets  | Puntuación total | Reporte |
| Fecha            | Hora  |         | Resultado |                      | 1     | 2     | 3     | 4     | 5     | Puntuación total | Reporte |
| ---------------- | ----- | ------- | --------- | -------------------- | ----- | ----- | ----- | ----- | ----- | ---------------- | ------- |
| 19 de septiembre | 20:00 | Brasil  | 2 – 3     | República Dominicana | 25-17 | 21-25 | 17-25 | 26-24 | 14-16 | 103 – 107        | P2 P3   |

| Bandera de la República Dominicana |
| Campeón República Dominicana       |
| Primer título                      |

## Clasificación general
| Pos.              | Equipo               |
| ----------------- | -------------------- |
| Medalla de oro    | República Dominicana |
| Medalla de plata  | Brasil               |
| Medalla de bronce | Italia               |
| 4                 | Japón                |
| 5                 | Serbia               |
| 6                 | Perú                 |
| 7                 | Rusia                |
| 8                 | Bulgaria             |
| 9                 | China                |
| 10                | Turquía              |
| 11                | China Taipéi         |
| 12                | República Checa      |
| 13                | Cuba                 |
| 14                | Puerto Rico          |
| 15                | México               |
| 16                | Egipto               |